# Gerard Bilders
Albertus Gerardus "Gerard" Bilders (9 de diciembre de 1838 – 8 de marzo de 1865) fue un pintor y coleccionista neerlandés cuyo nombre se asocia con algunos miembros de la Escuela de La Haya

## Biografía
Bilders nació el 9 de diciembre de 1838 en Utrech  donde vivió hasta 1856 aunque de 1841 a 1845 la familia residió en Oosterbeek, un pueblo cercano a Arnhem, que más tarde se convertiría en un importante punto de reunión para pintores. Bilders recibió la primera lección de dibujo de su padre, el pintor paisajista Johannes Warnardus Bilders. En 1857 se mudaron a La Haya.
Desde el principio de su carrera artística Bilders se centró en las pinturas de paisajes. En el museo Mauritshuis copió los paisajes con ganado de Paulus Potter y fue por esa época que se convirtió en pupilo del artista paisajista y pintor de animales Charles Humbert.
Más tarde comenzó a trabajar por los alrededores de Leiden donde a menudo pintaba pastos con ganado. Aquí trató de reflejar los estados de ánimo que le evocaba el paisaje usando peculiares efectos de luz así como un "fragante colorido gris cálido". Este efecto lo lograba cuando mezclaba todos los colores de la paleta con gris. Aunque decía no estar satisfecho con los resultados, esta técnica será la base tonal en el estilo de los pintores de la Escuela de La Haya.
Volvió a Oosterbeek durante algún tiempo donde conoció a Anton Mauve y a los hermanos Matthijs, Jacob y Willem Maris.
Binders murió en Ámsterdam el 8 de marzo de 1865 con tan solo 26 años.

## Selección de obras

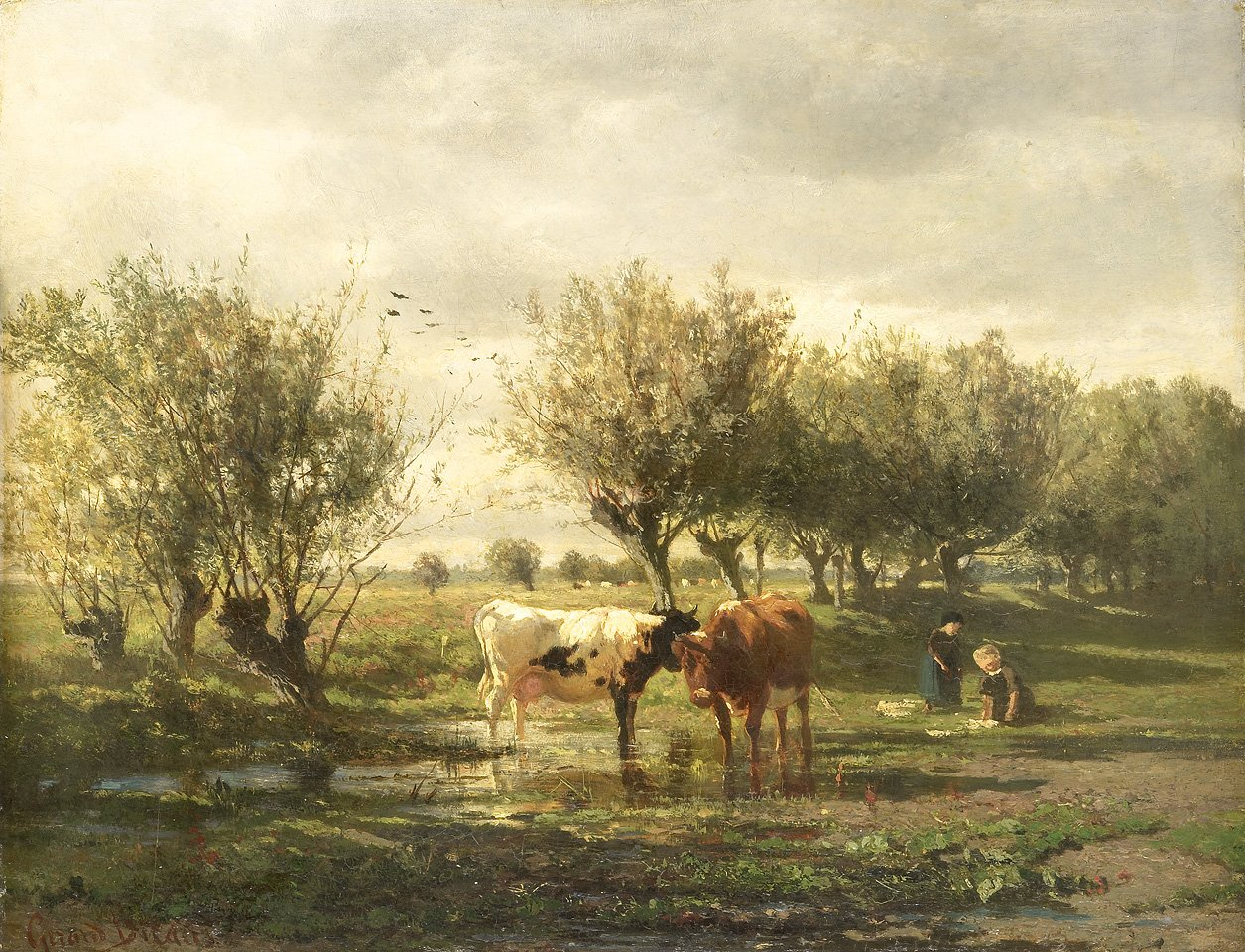
Vacas en un estanque.
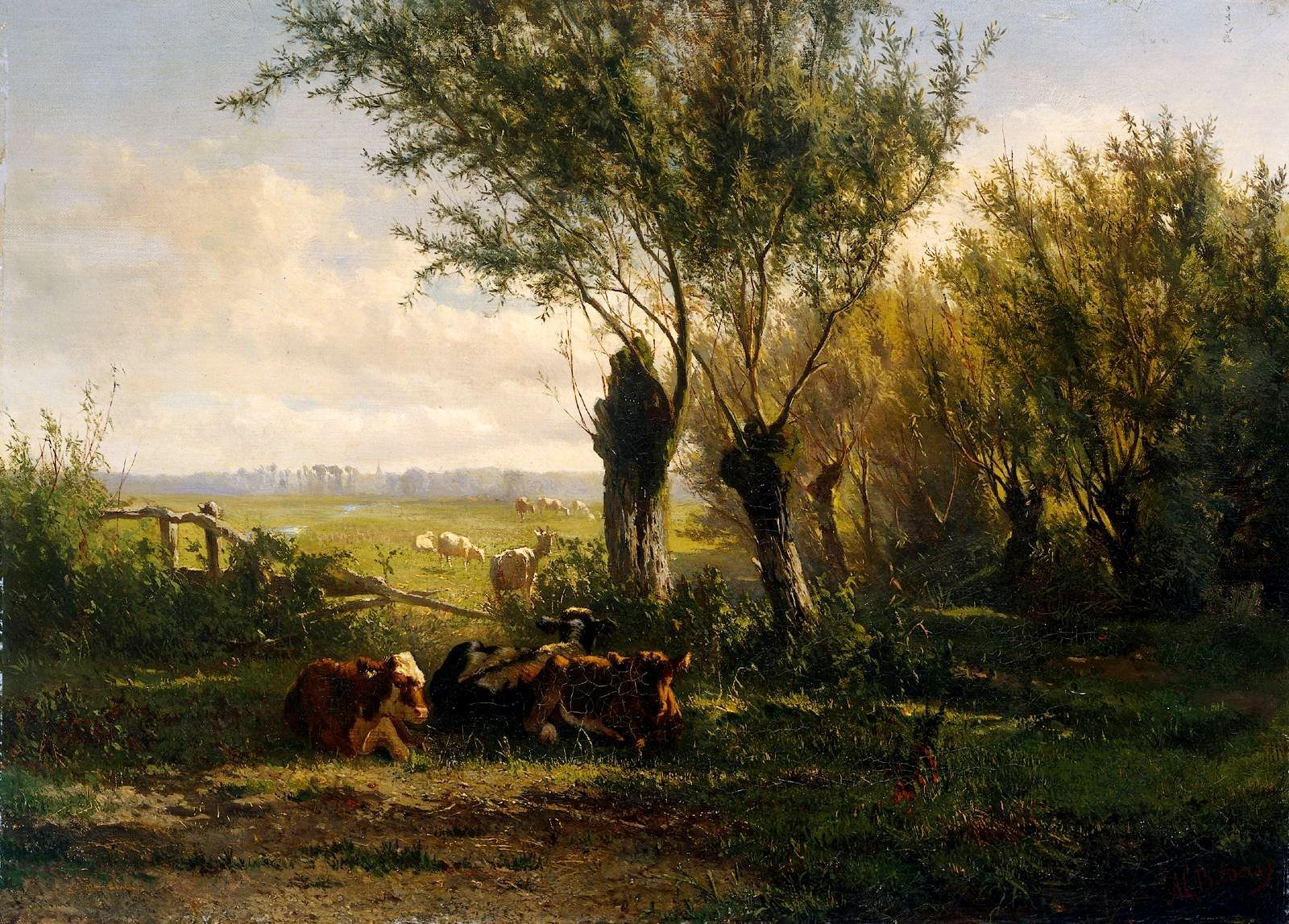
: Prado cerca de Oosterbeek
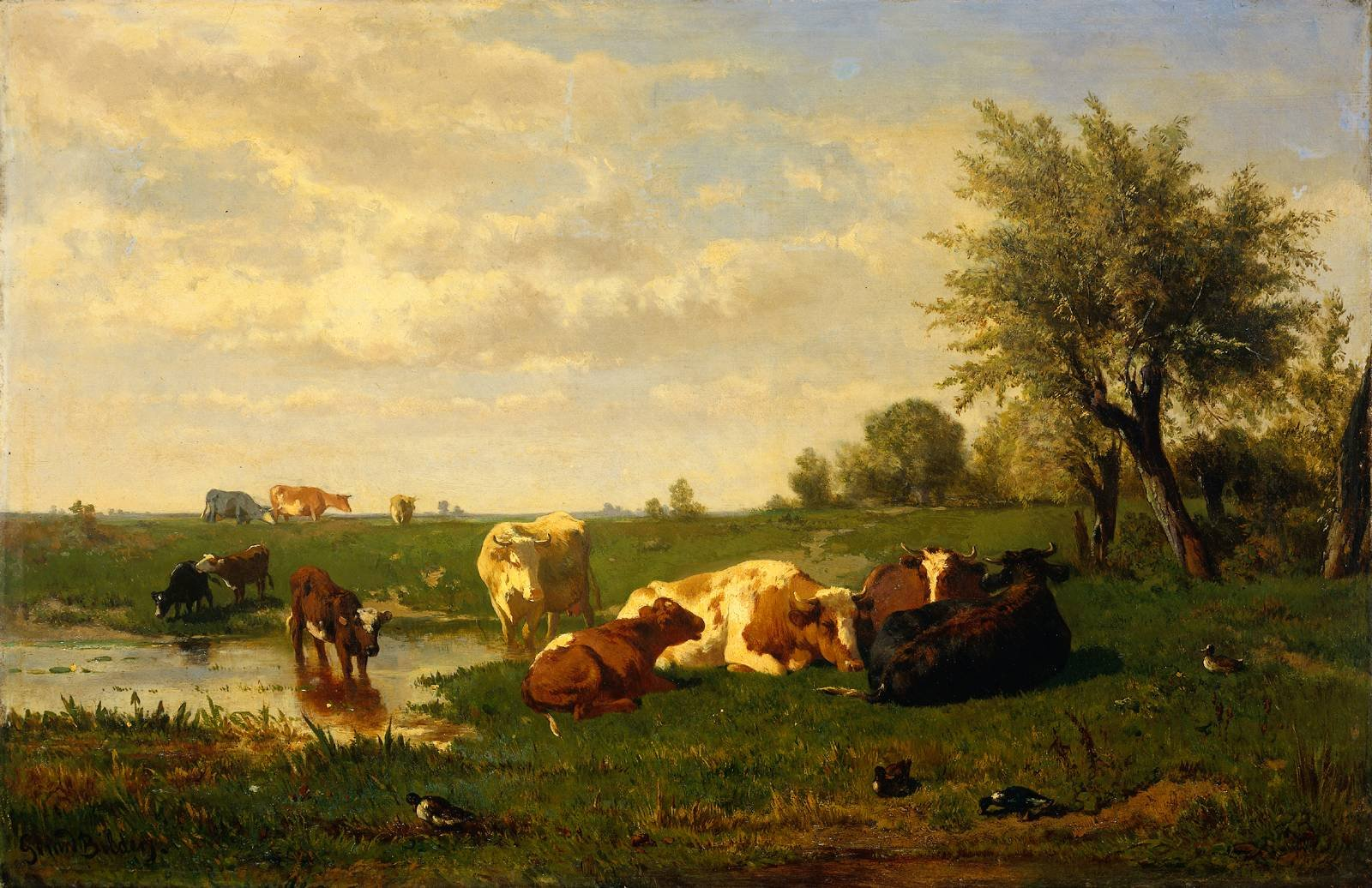
Vacas en la pradera